# Вокіган
Вокіган (англ. Waukegan) – місто (англ. city) в США, в окрузі Лейк штату Іллінойс. Населення  89 078 осіб (2010). Дев'яте за населенням місто Іллінойсу та п'яте за населенням місто на західному березі озера Мічиган.

## Географія
Вокіган розташований за координатами 42°22′10″ пн. ш. 87°52′15″ зх. д. / 42.36944° пн. ш. 87.87083° зх. д. (42.369447, -87.870898). За даними Бюро перепису населення США, у 2010 році місто мало площу 61,86 км², з яких 61,31 км² – суходіл та 0,54 км² – водойми.

## Історія

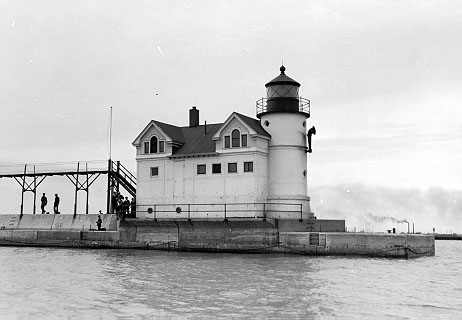
Вокіганський маяк (1912)

1673 року територію Вокігана, де на той час розташовувалася одна з найдавніших громад у штаті Іллінойс, відвідав французький єзуїт, першопроходець та дослідник Північної Америки Жак Маркетт. Історія міста почалася з французького торгового поста та поселення племені потаватомі, відоме як «Літл-Форт» (англ. Little Fort). Починаючи з 1829 року, у різних джерелах з'являється інформація про договір, підписаний плем'ям потаватомі, у якому вони поступилися всіма своїми землями в цій місцевості федеральному уряду.
У 1849 році поселенню було присвоєно статус містечка (англ. town). Населення на той час становило близько 2500 осіб.
31 березня 1849 року жителі Літл-Форта змінили назву свого містечка на Вокіган, що мовою племені потаватомі означає «форт» або «торговий пост».
Ранніх поселенців Вокіган спершу приваблював як порт, через який поставлялася різна продукція та зерно в Чикаґо. Прокладена 1855 року залізниця (нині Union Pacific Railroad) стимулювала розвиток міста як промислового центру. Вокіган зростав та диверсифікувався, і 23 лютого 1859 року отримав статус міста.

### Клімат
| Клімат : Вокіган        | Клімат : Вокіган | Клімат : Вокіган | Клімат : Вокіган | Клімат : Вокіган | Клімат : Вокіган | Клімат : Вокіган | Клімат : Вокіган | Клімат : Вокіган | Клімат : Вокіган | Клімат : Вокіган | Клімат : Вокіган | Клімат : Вокіган | Клімат : Вокіган |
| Показник                | Січ.             | Лют.             | Бер.             | Квіт.            | Трав.            | Черв.            | Лип.             | Серп.            | Вер.             | Жовт.            | Лист.            | Груд.            | Рік              |
| Абсолютний максимум, °C | 17,8             | 21,7             | 28,3             | 33,3             | 35,0             | 40,6             | 42,2             | 38,9             | 39,4             | 32,2             | 26,7             | 20,6             | 42,2             |
| Середній максимум, °C   | −1,2             | 1,2              | 6,7              | 13,3             | 19,2             | 25,0             | 27,4             | 26,7             | 22,8             | 16,1             | 8,6              | 1,2              | 13,9             |
| Середня температура, °C | −5,3             | −3,1             | 2,2              | 8,3              | 13,8             | 19,4             | 22,4             | 21,8             | 17,4             | 10,9             | 4,3              | −2,6             | 9,1              |
| Середній мінімум, °C    | −9,4             | −7,3             | −2,3             | 3,2              | 8,3              | 13,9             | 17,3             | 17,1             | 12,1             | 5,7              | 0,1              | −6,4             | 4,4              |
| Абсолютний мінімум, °C  | −32,8            | −31,1            | −24,4            | −13,3            | −4,4             | 0,0              | 5,0              | 4,4              | −2,8             | −11,7            | −20,6            | −30,6            | −32,8            |
| Норма опадів, мм        | 43               | 33               | 57               | 86               | 86               | 96               | 84               | 89               | 87               | 64               | 62               | 46               | 821              |
| ----------------------- | ---------------- | ---------------- | ---------------- | ---------------- | ---------------- | ---------------- | ---------------- | ---------------- | ---------------- | ---------------- | ---------------- | ---------------- | ---------------- |
| Джерело:                |                  |                  |                  |                  |                  |                  |                  |                  |                  |                  |                  |                  |                  |

## Демографія
Згідно з переписом 2010 року, у місті мешкало 89 078 осіб у 28 079 домогосподарствах у складі 20 045 родин. Густота населення становила 1440 осіб/км². Було 30746 помешкань (497/км²).
Расовий склад населення:
| - 46,6 % — білих - 19,2 % — чорних або афроамериканців - 4,3 % — азіатів - 1,2 % — корінних американців - 0,1 % — вихідців з тихоокеанських островів - 24,6 % — осіб інших рас |

До двох чи більше рас належало 4,1 %. Частка іспаномовних становила 53,4 % від усіх жителів.
За віковим діапазоном населення розподілялося таким чином: 30,4 % – особи молодші 18 років, 62,2 % – особи у віці 18-64 років, 7,4 % – особи у віці 65 років та старші. Медіана віку мешканця становила 30,5 року. На 100 осіб жіночої статі у місті припадало 101,6 чоловіка; на 100 жінок у віці від 18 років та старших 100,5 чоловіків також старших 18 років.
Середній дохід на одне домашнє господарство становив 60 594 долари США (медіана 45 845), а середній дохід на одну сім'ю – 67 301 долар (медіана 50 874). Медіана доходів становила 34 586 доларів для чоловіків і 28 406 доларів для жінок. За межею бідності перебувало 21,7 % осіб, зокрема 33,0 % дітей у віці до 18 років і 12,0 % осіб у віці 65 років та старших.
Цивільне працевлаштоване населення становило 40 934 особи. Основні галузі зайнятості: виробництво 22,9 %, освіта, охорона здоров'я та соціальна допомога 16,3 %, науковці, спеціалісти, менеджери 13,1 %, мистецтво, розваги та відпочинок 11,4 %.

## Транспорт
У Вокігані є портовий район, якому підпорядкована міська гавань та регіональний аеропорт.
Metra має лінію (Union Pacific/North Line), що сполучає місто з Чикаґо та Кеношею. Автобусна компанія Pace своїми маршрутами сполучає Вокіган з передмістями.
У Вокігані також зареєстровано три компанії таксі: 303 Taxi, Metro Yellow&Checker Cabs та Speedy Taxi.

## Відомі люди
- Діана Акерман (нар. 1948) – американська письменниця, поетеса, есеїстка та натуралістка.
- Рей Бредбері (1920—2012) — народився у Вокіґані. У частині його творів події відбуваються в місті, прототипом якого є Вокіґан[7][8]
- Марк Віктор Гансен (нар. 1948) — американський творчий та мотиваційний спікер, тренер особистого зростання, автор книг про саморозвиток та мотивацію.
- Ерл Двайр (1883—1940) — американський актор
- Мікі Кун (1932—2022) — американський актор

## Галерея

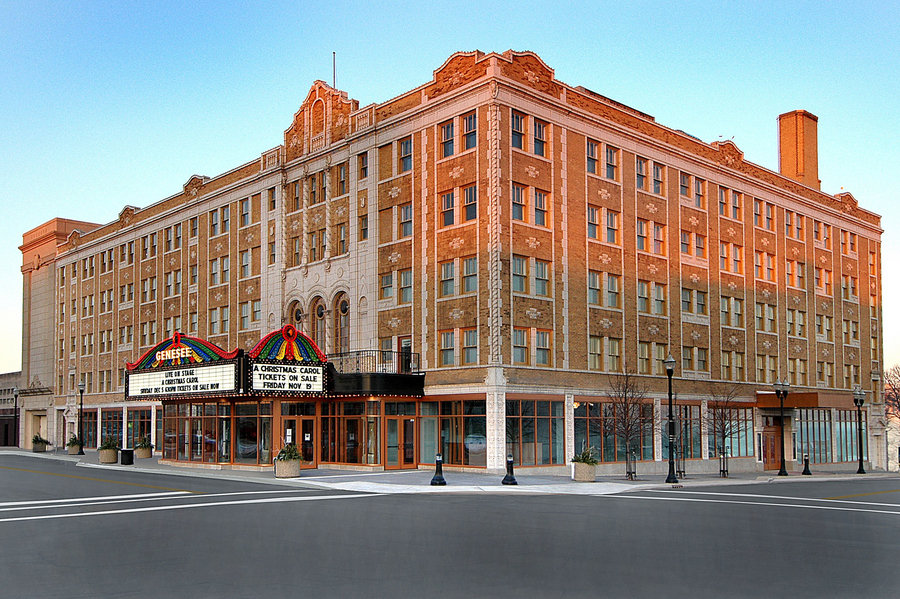
Театр Дженезі
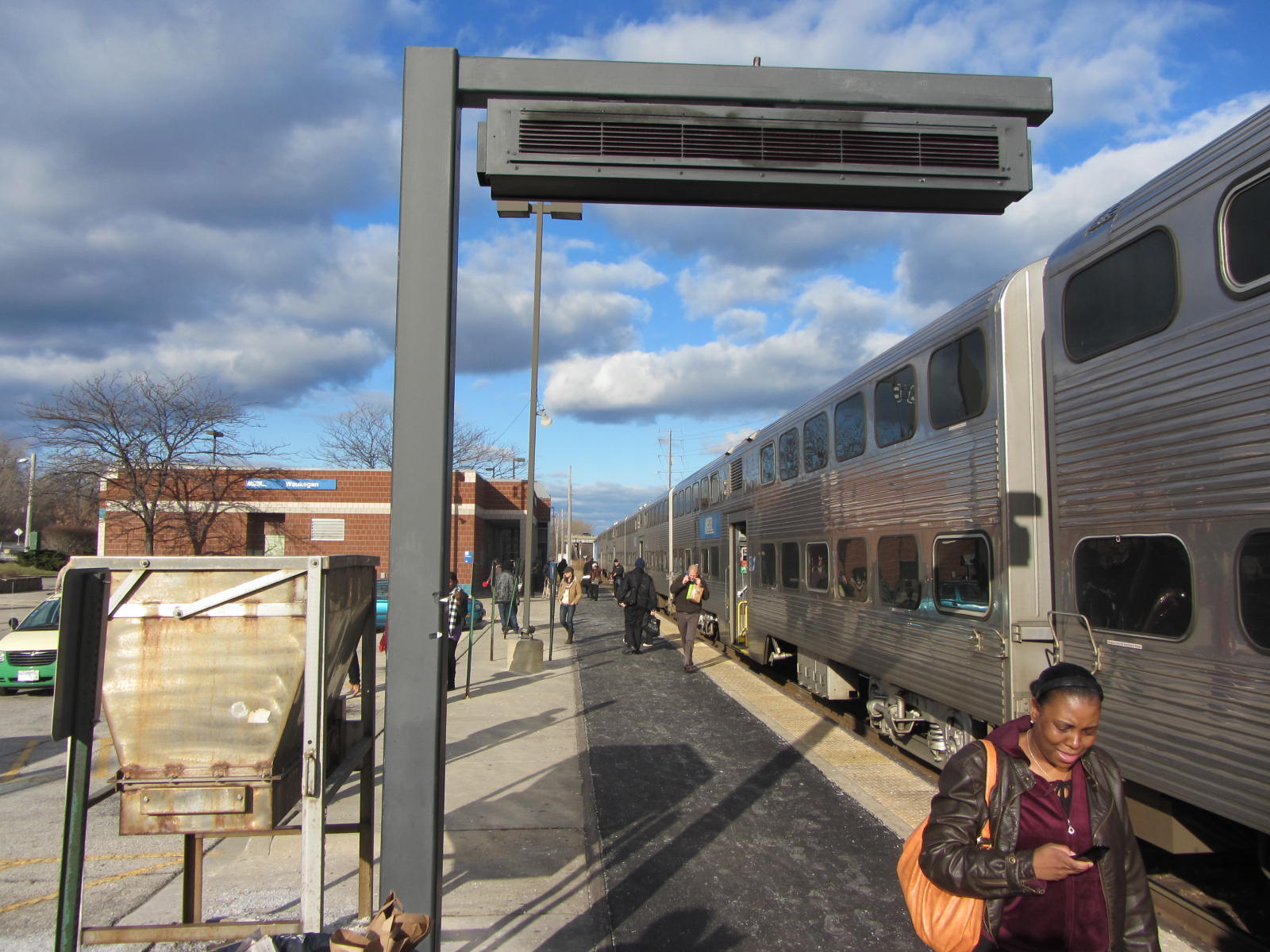
Поїзд Metra на станції у Вокігані
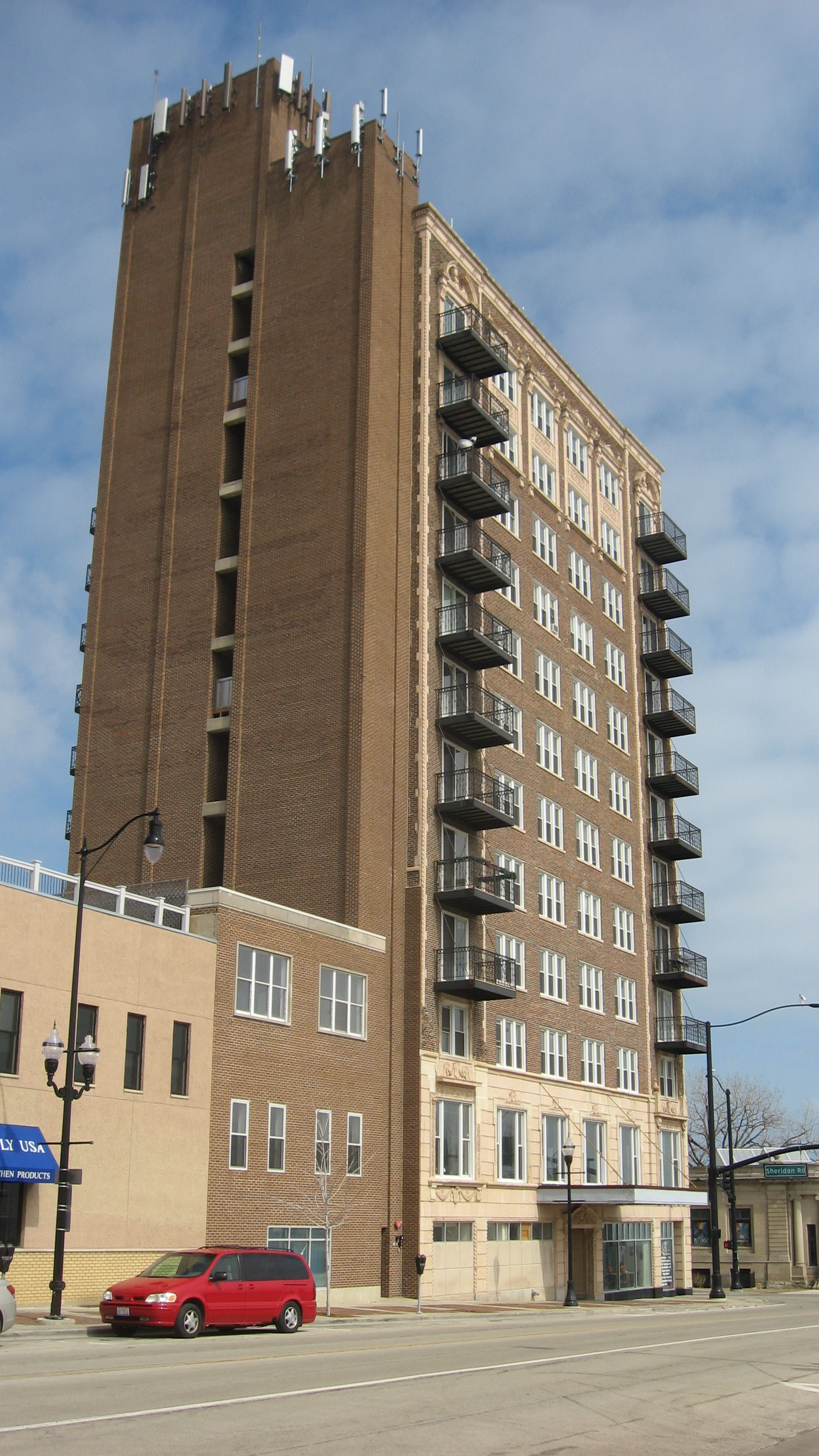
Готель
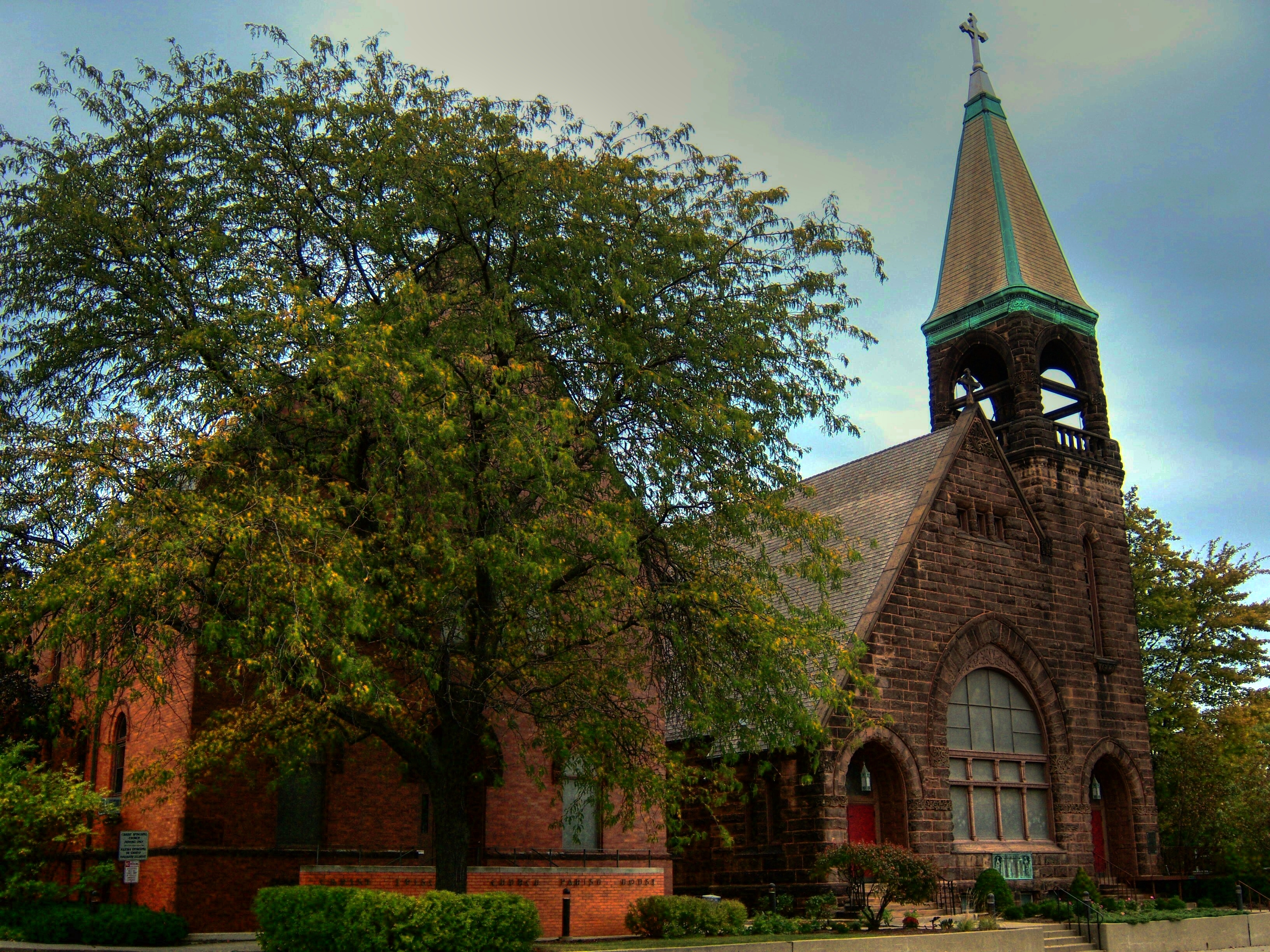
Єпископальна церква